# Garibaldo Nizzola
Garibaldo Nizzola (Genova, 3 dicembre 1927 – Genova, 26 dicembre 2012) è stato un lottatore italiano.

## Biografia
Nato a Genova nel 1927 e soprannominato Baldo, era figlio di Marcello Nizzola, anche lui lottatore, argento nei pesi gallo della lotta greco-romana alle Olimpiadi di Los Angeles 1932, ucciso quando lui aveva 20 anni.
Gareggiava nella lotta libera, nella classi di peso dei 67 o 70 kg (pesi leggeri).
A 20 anni partecipò ai Giochi olimpici di Londra 1948, nei 67 kg, vincendo i primi 4 turni, ma cadendo sia in semifinale contro il turco Celal Atik, poi oro, che nella finale per il bronzo contro lo svizzero Hermann Baumann.
Nel 1951 vinse due medaglie d'argento, ai primi Giochi del Mediterraneo di Alessandria d'Egitto, nei 70 kg, ma soprattutto ai Mondiali di Helsinki, nei 67 kg, dove chiuse dietro soltanto allo svedese Olle Anderberg.
L'anno successivo prese parte di nuovo alle Olimpiadi, quelle di Helsinki 1952, sempre nei 67 kg, dove vinse il 1º turno, ma perse il 2º, per poi ritirarsi.
In seguito partecipò ad altre due edizioni dei Giochi, Melbourne 1956, nei 67 kg, dove superò i primi 3 turni ma venne sconfitto al 4º dall'iraniano Emam-Ali Habibi, poi oro, e, a 32 anni, Roma 1960, di nuovo nei pesi leggeri, nei quali supero i primi 4 turni, ma venne eliminato al 5º dal sovietico Vladimir Sinjavskij, poi argento.
Dopo il ritiro, avvenuto nel 1960 a 33 anni, fu allenatore, tra gli altri, di Giuseppe Bognanni, bronzo nei pesi mosca della lotta greco-romana alle Olimpiadi di Monaco di Baviera 1972.
È morto a 85 anni, nel dicembre 2012.

## Palmarès

### Campionati mondiali
- 1 medaglia:
  - 1 argento (67 kg a Helsinki 1951)

### Giochi del Mediterraneo
- 1 medaglia:
  - 1 argento (70 kg ad Alessandria d'Egitto 1951)